# Jorge Ben Jor
Jorge Duílio Lima Menezes, dit Jorge Ben Jor, né probablement le 22 mars 1939 à Rio de Janeiro, est un chanteur et musicien brésilien.

## Biographie
Jorge Duilio Lima Menezes est né dans une favela de Rio de Janeiro. Son père, Augusto Menezes, joue dans un groupe nommé « Cometas de Rio ».
Dans sa jeunesse, Jorge se passionne pour le football, et intègre même l'équipe junior du Flamengo.
Son premier disque Samba Esquema Novo, publié par Philips, sort en 1963 (avec déjà les chansons Mas que nada qui sera reprise par Sérgio Mendes et Por causa de você), et rencontre un grand succès. Il sort ensuite deux nouveaux disques entre 1963 et 1964.
À la suite du coup d'État militaire de 1964, la carrière de Jorge ralentit, et ses nouveaux disques suscitent moins d'enthousiasme.
En 1968, sa carrière est relancée par une émission enregistrée à la télévision avec Caetano Veloso et Gilberto Gil. Il intègre des rythmes modernes à ses compositions et séduit alors à nouveau le public.
Il prend initialement comme nom de scène Jorge Ben, en mémoire du nom de sa mère (d'origine éthiopienne). Ultérieurement, il le modifie en Jorge Ben Jor à cause de la confusion avec le nom du guitariste George Benson. C'est essentiellement en raison d'un changement de maison de disques qu'il change de nom.
Son style distinctif, le samba-rock mêle la samba, le funk, le rock avec des paroles humoristiques, satiriques et parfois aux thèmes ésotériques.
« A tábua de esmeralda (1974) » est souvent considéré comme son meilleur album et traite des thématiques alchimistes. Il marque une rupture réussie avec son style habituel et inaugure sa période « ésotérique » qui se conclut avec Africa-Brasil (1976).
Jorge Ben Jor compose des titres qui deviennent de grands classiques brésiliens comme Mas que Nada (1963), Taj Mahal (1969) (copiée par Rod Stewart pour Da Ya Think I'm Sexy?, affaire qui se finira par un arrangement empêchant Stewart de toucher de l'argent sur ce qui est finalement son plus gros succès), Pais Tropical (1969) ou encore Fio Maravilha (1972, repris par Nicoletta).

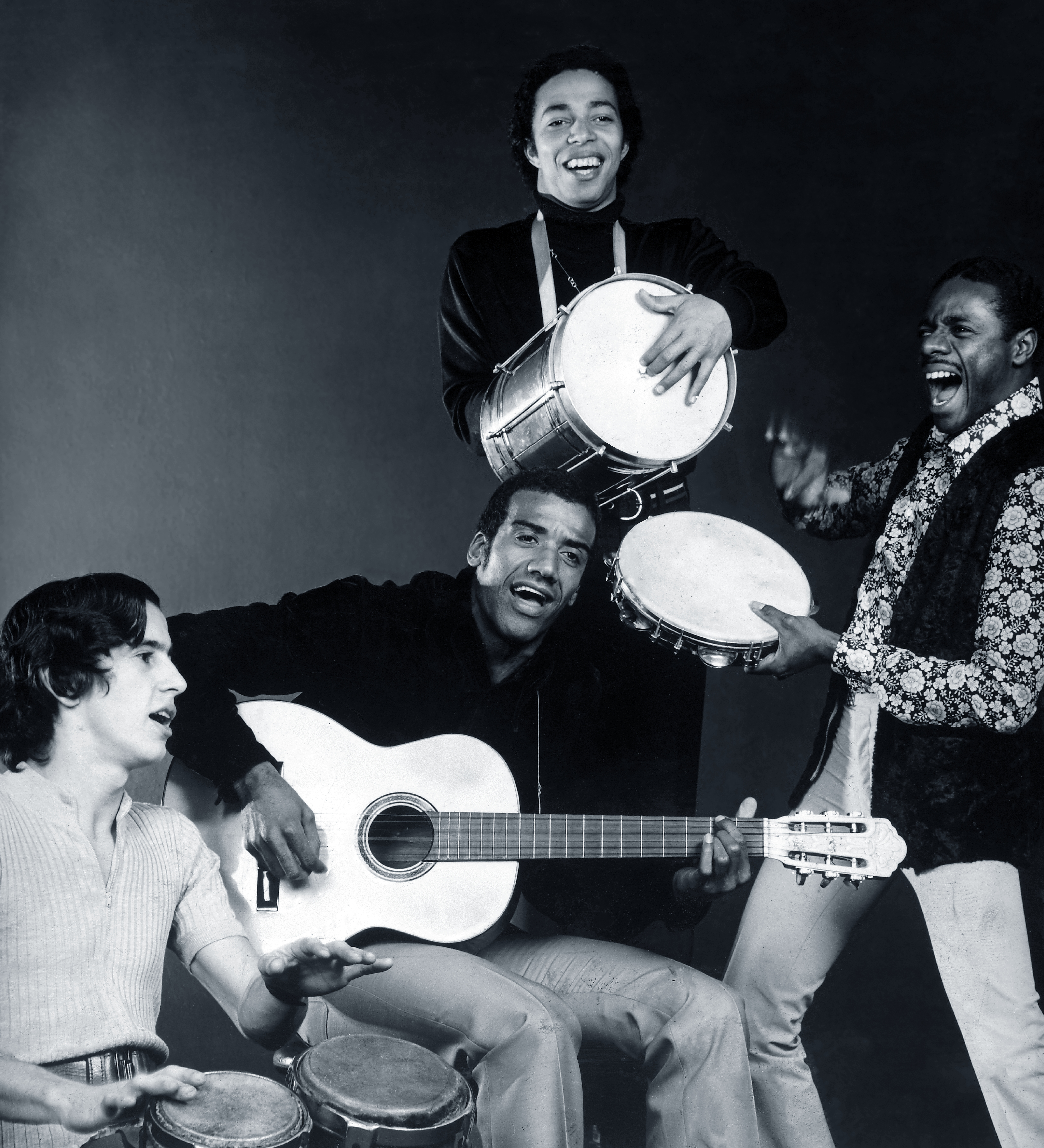
Jorge Ben et le Trio Mocotó au Théâtre de Lagoa, 1971. Arquivo nacional do Brazil

Il enregistre un album avec King Sunny Adé.
Il sort en 2006 une compilation de chansons sur le thème du football, Foot & Samba groove association, regroupant ses chansons inspirées par le football.
Il habite à l'année une chambre du célèbre hôtel Copacabana Palace sur la plage du même nom à Rio de Janeiro.

## Discographie
- Recuerdos de Asunción 443 (2007)

Jorge Ben, 1972

- Sou da Pesada (7 Samurai Afroraduno Remix)/A Joven Samba (Klasick Remix) (2006)
- Reactivus amor est - Turba Philosophorum (2004)
- Acústico MTV - Admiral Jorge V (2002)
- Acústico MTV - Banda do Zé Pretinho (2002)
- Músicas para tocar em elevador (1997)
- Homo Sapiens (1995)
- Ben Jor world dance (1995)
- 23 (1993)
- Live in Rio (1992)
- Ben Jor (1989)
- Ben Brasil (1986)
- Sonsual (1985)
- Dádiva (1984)
- Bem-vinda amizade (1981)
- Alô, alô, como vai (1980)
- Salve simpatía (1979)
- A banda do Zé Pretinho (1978)
- Tropical (1977)
- África Brasil (1976)
- Para ouvir no radio (1975)
- Jorge Ben à L'Olympia (1975)
- Solta o pavão (1975)
- Gil Jorge (1975)
- Brother (1974)
- A tábua de esmeralda (1974)
- 10 anos depois (1973)
- Ben (1972)
- Negro é lindo (1971)
- Força bruta (1970)
- Jorge Ben (1969)
- O bidú - silêncio no Brooklin (1967)
- Big Ben (1965)
- Ben é samba bom (1964)
- Sacundin Ben samba (1964)
- Samba esquema novo (1963)